# Cua de ventall cellablanc
El cua de ventall cellablanc (Rhipidura aureola) és un ocell de la família dels ripidúrids (Rhipiduridae).

## Hàbitat i distribució
Habita boscos, matolls, vegetació secundària i terres de conreu a l'est de Pakistan, l'Índia, Sri Lanka, Myanmar, sud-oest de la Xina, oest i centre de Tailàndia, Cambodja, centre de Laos i sud del Vietnam.